# Bik'at Šefa
Bik'at Šefa (hebrejsky: בקעת שפע) je údolí v Horní Galileji, v severním Izraeli.
Nachází se v nadmořské výšce 50–100 metrů mezi obcemi Ja'ara, Macuva a Šlomi. Jde o východozápadně orientovaný výběžek izraelské pobřežní planiny o délce cca 4 kilometry, podél jehož osy protéká vádí Nachal Becet. Do něj zde ústí od jihovýchodu vádí Nachal Cuva, od severovýchodu Nachal Namer a další menší sezónní toky. Vlastní dno údolí je převážně zemědělsky využíváno, okolní svahy jsou zalesněné. Na severu se zvedají prudce směrem k vesnici Chanita a k pohraničnímu hřebenu Reches ha-Sulam. Na jižním okraji údolí jde o mírnější modelaci terénu s pahorkem Har Poreach. Na východě údolí přechází do kaňonu sevřeného ze severní strany útesy Ramat Adamit. Údolím prochází lokální silnice 899.